# Не може бути!
«Не може бути!» (рос. «Не может быть!») — російський радянський художній фільм Леоніда Гайдая 1975 року. Фільм складається з трьох новел, знятих за творами Михайла Зощенка: за комедією «Злочин і кара», оповіданням «Кумедна пригода» і комедії «Весільна подія».

## Злочин і покарання
Це друга екранізація однойменної комедійної п'єси Михайла Зощенка. Перша екранізація (режисер Павло Коломойцев) була знята в 1940 році на Ленінградській кіностудії малих форм, і перейшла в суспільне надбання.

### Сюжет
У першій новелі описуються складності людини, що живе в радянський час кінця 1920-х на нетрудові доходи (за сценарієм — завідувача магазином). Будучи викликаним до слідчого прокуратури, головний герой небезпідставно вважає, що виклик цей не принесе нічого хорошого. Ці ж думки відвідують його дружину і шурина, які, щоб попередити неминучу конфіскацію майна, терміново продають все нажите «непосильною» працею. Крім того, дружина спішно розлучається з головним героєм і одружується з сусідом. А сам головний герой, якого всього-лише викликали свідком (через тиждень до нього все ж дісталися й посадили), у відмінному настрої повертається додому.

### У ролях
- Ніна Гребешкова — Ганна, дружина Горбушкіна
- В'ячеслав Невинний — брат дружини Горбушкіна
- Михайло Пуговкін — завмаг Горбушкін
- Михайло Свєтін — Віталій Борисович, сусід Горбушкін
- Володимир Гуляєв — покупець меблів (епізод)
- Наталія Крачковська — покупчиня картин (епізод)
- Ігор Ясулович — покупець картин (епізод)
- Раднер Муратов — міліціонер (епізод)
- Лев Поляков — слідчий (епізод)
- Георгій Светлані — старий біля пивного ларька (епізод)
- Віктор Уральський — покупець живності (епізод)

### Пісня
«Губить людей не пиво» (А. Зацепін — Л. Дербеньов), виконує В'ячеслав Невинний.

## Кумедна пригода

### Сюжет
У другій новелі фільму показані тонкощі позашлюбних стосунків. Йдучи у вихідний день нібито на роботу, а насправді до коханки, іноді складно собі уявити, що чоловік коханки цілком може виявитися коханцем подруги коханки, а сусід подруги коханки по комуналці — коханцем твоєї власної дружини. Зрештою, всі шестеро героїв чисто випадково, за цікавих обставин, перетинаються разом, і, зібравшись за столом, намагаються знайти вихід з ситуації.

### У ролях
- Олег Даль — Анатолій («Анатоль») Баригін-Амурський, чоловік Тетяни
- Лариса Єрьоміна — Софія, подруга Зінаїди
- Євген Жаріков — Микола («Кока»), чоловік Зінаїди
- Михайло Кокшенов — сусід Софії
- Світлана Крючкова — Зинаїда, дружина Миколи
- Наталія Селезньова — Тетяна Баригін-Амурськая, дружина Анатолія
- Зоя Ісаєва — сусідка Софочки
- Олена Вольська — квіткарка (епізод)

### Пісня
«Купідон» (А. Зацепін — Л. Дербеньов), виконує Олег Даль.

## Весільна подія

### Сюжет
У заключній новелі чоловік, що поквапився з пропозицією руки і серця, приходить на власне весілля, де ніяк не може впізнати свою наречену — до цього вони зустрічалися тільки на вулиці і він запам'ятав її в зимовому одязі. Спроби непомітно з'ясувати, хто ж з присутніх жінок його майбутня дружина, призводять до непередбачуваних наслідків — наречений приймає наречену (а у нареченої дійсно є донька — зовсім мала) за її маму.

### У ролях
- Леонід Куравльов — Володимир Завитушкін, наречений
- Георгій Віцин — батько нареченої
- Савелій Крамаров — Серьога, друг нареченого
- Валентина Теличкина — Катерина, наречена
- Світлана Харитонова — подружка нареченої
- Людмила Шагалова — мати нареченої
- Сергій Філіппов — співак на весіллі
- Муза Крепкогорська — дружина співака (епізод)
- Едуард Бредун — гість (епізод)
- Микола Горлов — гість (епізод)
- Анатолій Калабулін — гість (епізод)
- Наталія Крачковська — гостя (епізод)
- Тетяна Кузнєцова — куховарка Дар'я
- Віталій Леонов — господар будинку, куди помилково потрапляють Завитушкін з Серьогою (епізод)
- Марина Лобишева-Ганчук — гостя з віялом (епізод)
- Лариса Негреєва — гостя (епізод)
- Анатолій Обухов — гість-ненажера (епізод)
- Ніна Крачковська — супутниця ненажери
- Готліб Ронінсон — Іван Ізраїлевич (епізод)
- Еве Ківі — дружина Івана Ізраїлевича (епізод)
- Клара Румянова — гостя (епізод)
- Валентина Ушакова — гостя (епізод)
- Володимир Ферапонтов — мандолініст (епізод)
- Віктор Філіппов — гітарист (епізод)
- Ігор Ясулович — гість (епізод)

### Пісня
«Чорні підкови» (А. Зацепін — Л. Дербеньов), виконує Роберт Мушкамбарян.

## Знімальна група
- Автори сценарію: Владлен Бахнов, Леонід Гайдай
- Режисер-постановник: Леонід Гайдай
- Оператор-постановник: Сергій Полуянов
- Художник-постановник: Євген Куманьков
- Композитор: Олександр Зацепін
- Автор текстів пісень: Леонід Дербеньов
- Звукооператорка: Раїса Маргачева
- Режисер: Микола Досталь
- Диригенти: — Андрій Пєтухов
- Балетмейстер: Петр Гродницький
- Монтажерка: Людмила Фейгінова
- Директор картини: Ернст Вайсберг

## Місця зйомок
Перші дві новели знімалися у Астрахані, третя — у Москві.

## Прокат
- 1975 — 6 місце (50,9 млн глядачів).